# Sokîrîn, Kozeleț
Sokîrîn (în ucraineană Сокирин) este un sat în comuna Sîraii din raionul Kozeleț, regiunea Cernihiv, Ucraina.

## Demografie
Componența lingvistică a localității Sokîrîn
     Ucraineană (98,35%)
     Rusă (1,65%)
Conform recensământului din 2001, majoritatea populației localității Sokîrîn era vorbitoare de ucraineană (98,35%), existând în minoritate și vorbitori de rusă (1,65%).